# Beauly
Beauly (Schots-Gaelisch: A' Mhanachainn) is een stad in de Schotse Hooglanden aan de rivier Beauly. Beauly ligt ongeveer 16 kilometer ten westen van Inverness.
De naam Beauly komt van het Franse Beau lieu, oftewel Mooie plaats. Rond 1230 werd een priorij te Beauly gesticht door John Bisset voor Valliscauliaanse monniken, genaamd Beauly Priory. De ruïnes van de priorij vormen een belangrijke trekpleister voor toeristen.
Op de rechteroever van de rivier Beauly bevindt zich Lovat Castle ooit eigendom van de Bissets maar door Jacobus I geschonken aan Lord Lovat waarna het werd vernietigd.
In het zuidoosten staat de kerk van Kirkhill waar de graven zijn van de Lovats en van de Clan MacKenzie.
Vijf kilometer ten zuiden van Beauly is Beaufort Castle, tot 1995 de hoofdzetel van de Lovats. Het kasteel is gebouwd op de plaats waar vroeger een vesting was van Alexander II
Sinds 1874 wordt Beauly bediend door een spoorwegstation op de Far North Line.

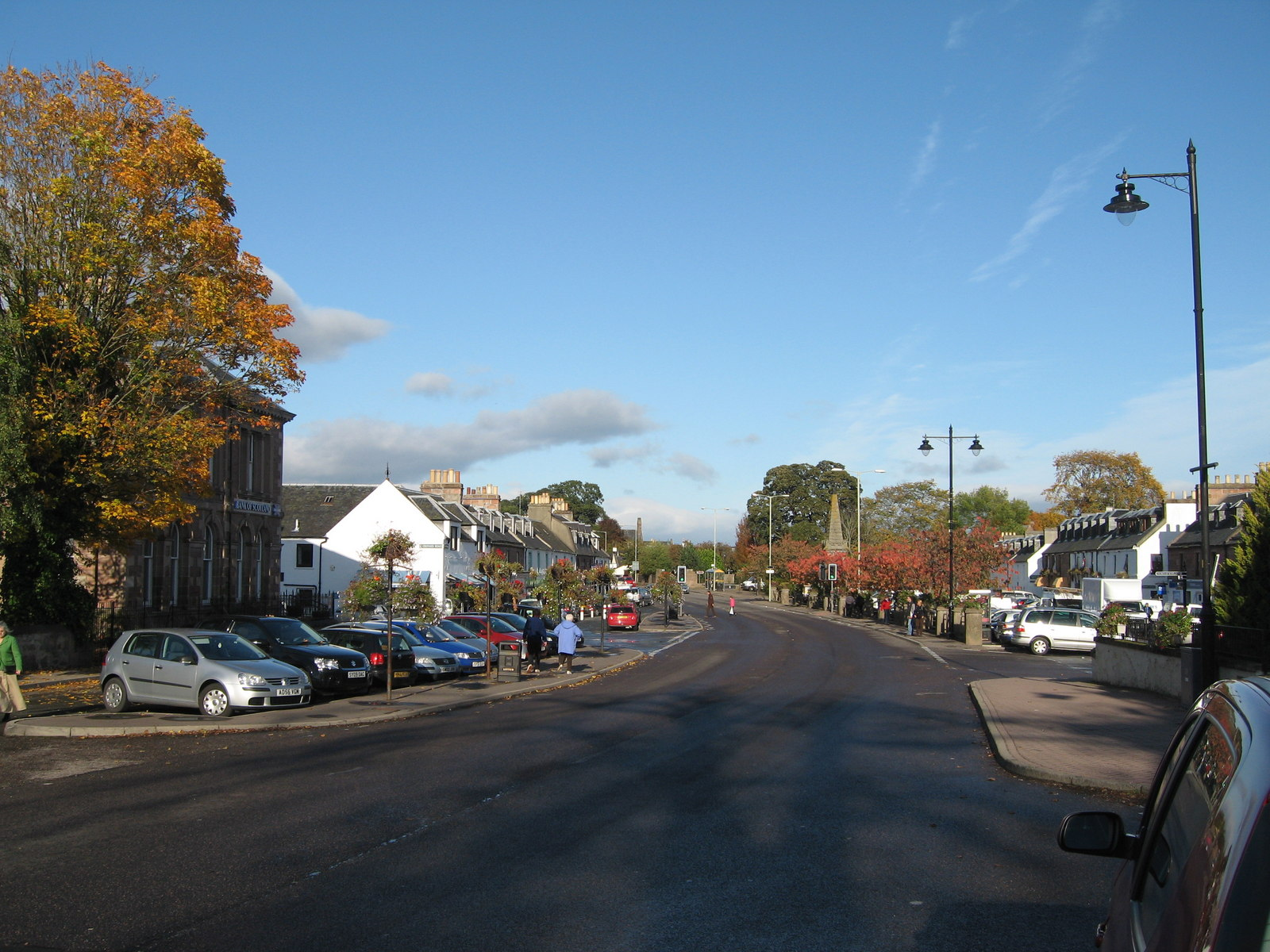
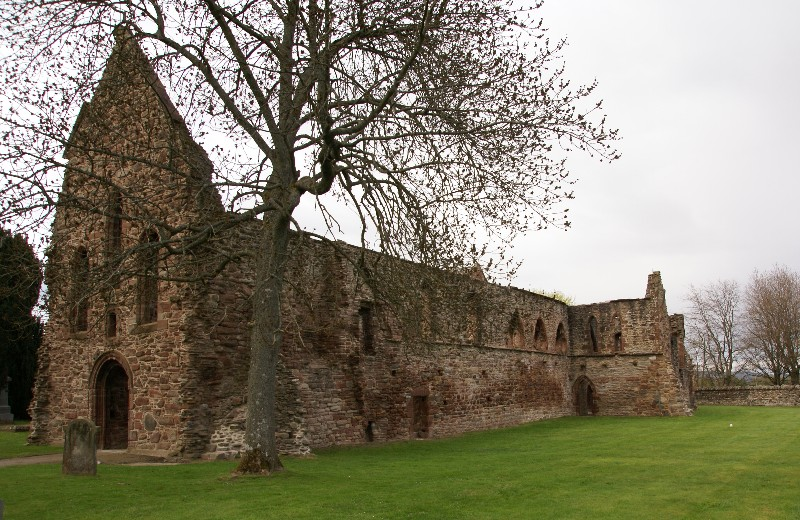
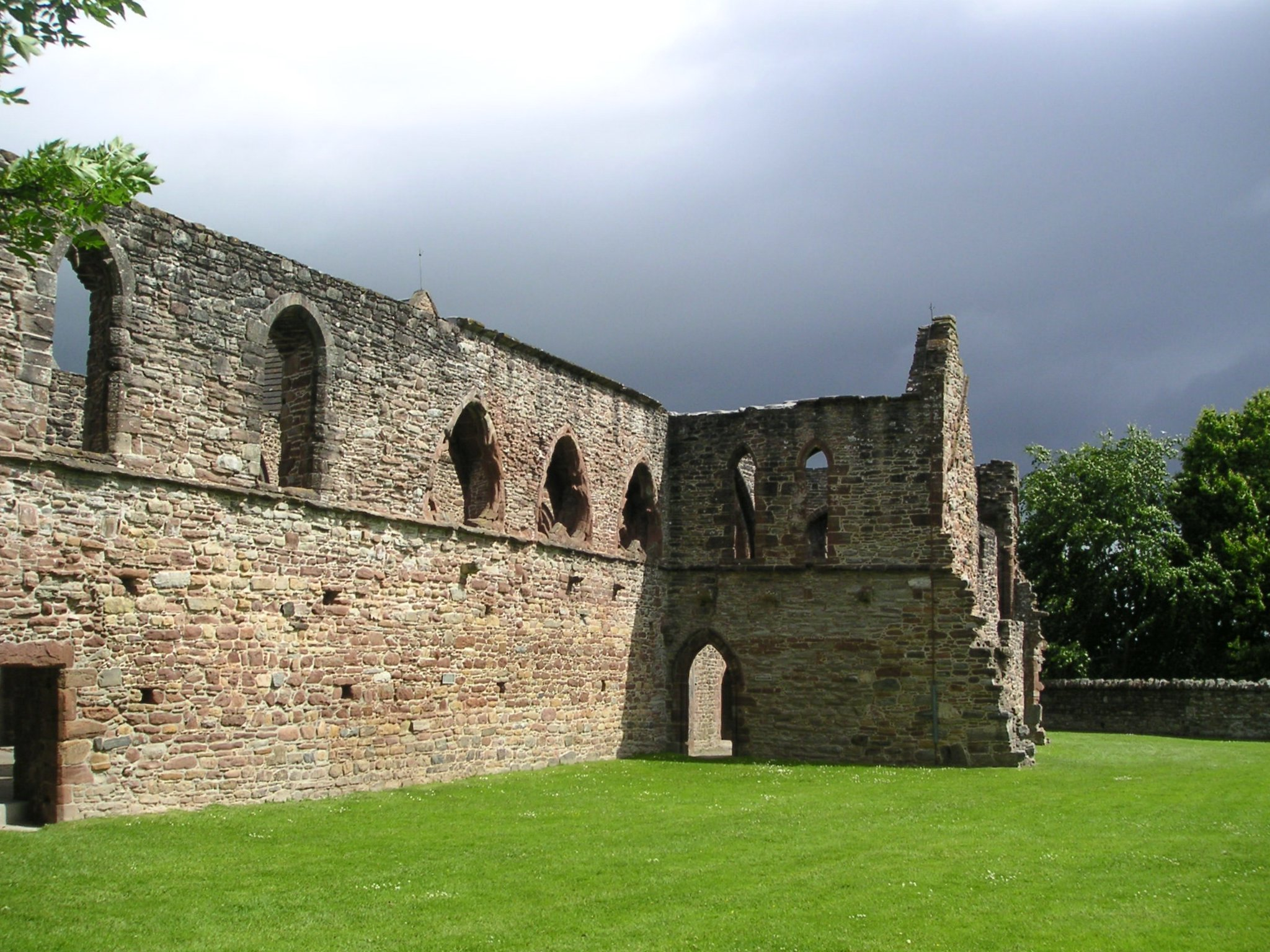
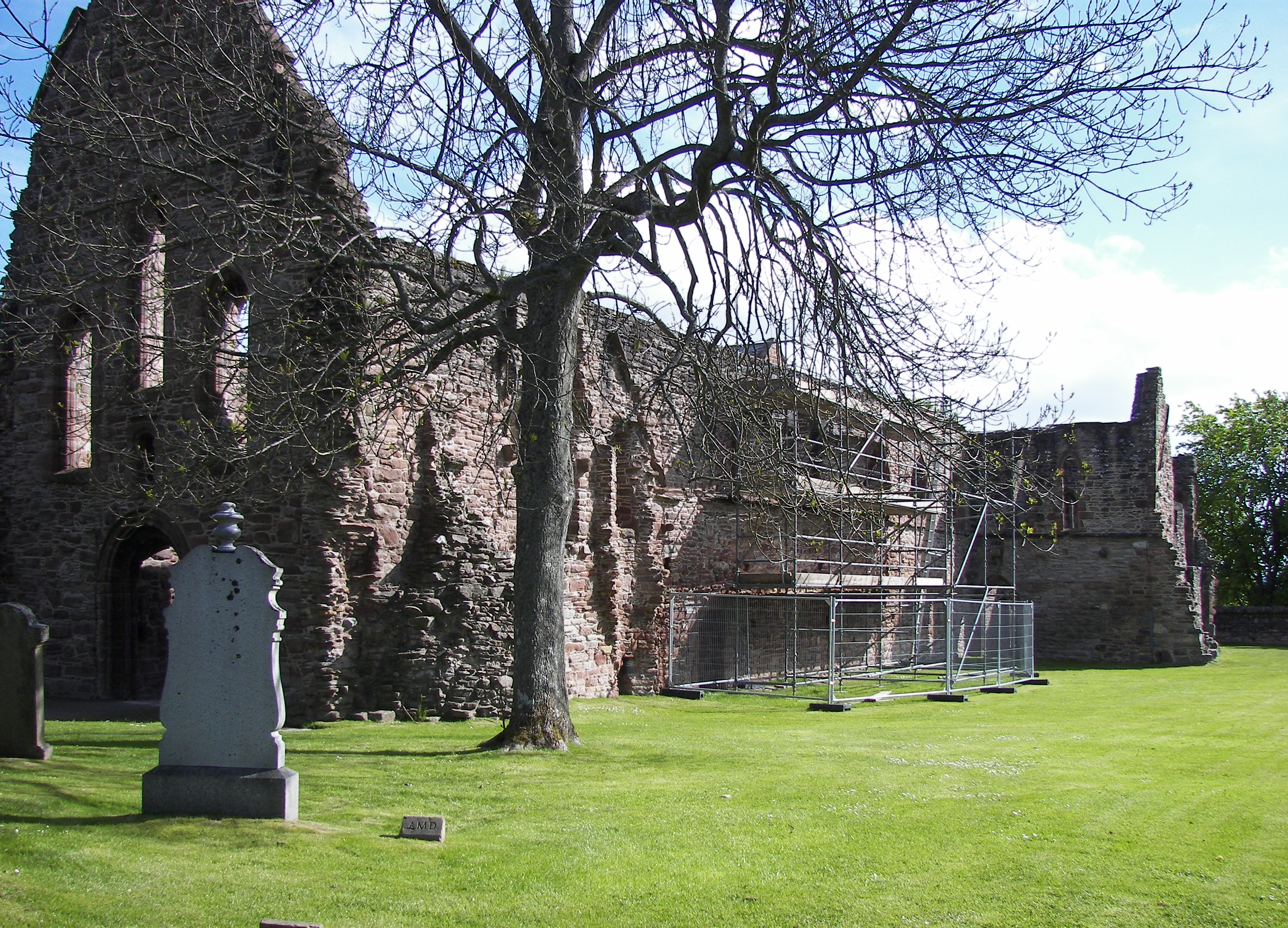